# Fred A. Howland

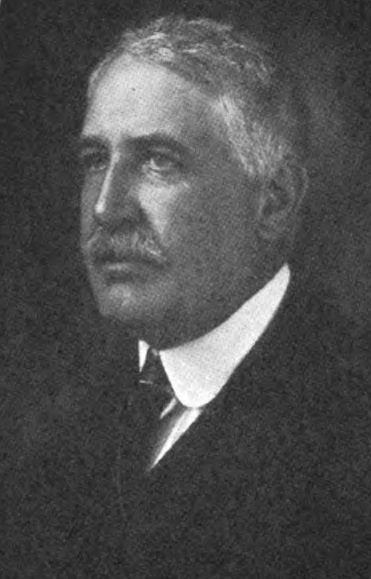
Fred A. Howland

Fred Arthur  Howland (* 10. November 1864 in Franconia, New Hampshire; † 30. März 1953 in Montpelier, Vermont) war ein US-amerikanischer Anwalt und Politiker, der von 1898 bis 1902 Secretary of State von Vermont war.
Nach der Großen Flut, ausgelöst durch den Neuengland-Hurrikan von 1927, war er die rechte Hand von Gouverneur John E. Weeks und Emergency Finance Kommissionar von Vermont.

## Leben
Fred Arthur Howland wurde als Sohn von Moses Nathan Howland und Sylvia Ann Shipman in Franconia, New Hampshire, geboren. Er besuchte die Phillips Andover Academy und schloss das Dartmouth College im Jahr 1887 ab. Seine Zulassung als Anwalt erhielt er durch die Vermonter Anwaltskammer im Oktober 1890. Eine Anwaltspraxis eröffnete er im Januar 1891 in Minneapolis, Minnesota. Im November desselben Jahres kehrte er nach Lancaster, New Hampshire zurück und trat in die Anwaltspraxis Dillingham, Huse & Howland ein. Dort blieb er bis zum Tode von Huse im Jahr 1902.
Als Mitglied der Vermonter Schwesterpartei der Republikanischen Partei war er Sekretär für zivile und militärische Angelegenheiten von 1888 bis 1890, Clerk des Repräsentantenhauses von Vermont von 1896 bis 1898 und gleichzeitig District Attorney des Washington County. Secretary of State war er von 1898 bis 1902, von 1894 bis 1902 war er Mitglied des State Board of Library Commissioners. Seine Tätigkeit als Anwalt gab er im Jahr 1903 vollständig auf und wurde Rechtsberater der National Life Insurance Company. Dort wurde er im Jahr 1909 zum Vizepräsidenten ernannt. Zum Vorsitzenden der Kommission für die Revision der Bankgesetze wurde er im Jahr 1910 ernannt. Im Jahr 1916 wurde er der Präsident der Versicherungsgesellschaft. Diese Position hatte er bis zu seiner Pensionierung im Jahr 1937 inne.
Nach dem Neuengland-Hurrikan von 1927 mit seinen verheerenden Fluten wurde er zur rechten Hand von Vermonts Gouverneur John E. Weeks beim Wiederaufbau. Um an Geld zu kommen, redete Howland mit J.P. Morgan and Company, damit 5 Millionen US-Dollar in niedrigen Zinsanleihen aufgelegt wurden, mit Morgans Verzicht auf die Provision, als Beitrag zum Wohle Vermonts.
Fred A. Howland heiratete im Jahr 1894 in erster Ehe Rena Forbush. Nach ihrem Tod im Jahr 1894 heiratete er im Jahr 1899 in zweiter Ehe Margaret Luise Dewey. Margaret war die Schwester von Edward Dewey, dem Präsidenten der National Life und die Enkelin von Julius Y. Dewey, dem ersten Präsidenten der National Life. Ihr Onkel war der Admiral George Dewey. Sie hatten vier Töchter.
Fred A. Howland starb am 30. März 1953 in Montpelier. Sein Grab befindet sich auf dem Green Mount Cemetery in Montpelier.